# Humphrey Edobor
Humphrey Edobor (Nigeria, 12 de marzo de 1966) es un exfutbolista de Nigeria que jugaba en la posición de centrocampista.

## Carrera

### Club
Jugó toda su carrera con el Bendel Insurance de 1983 a 1994, equipo con el que fue campeón de copa en 1980, la Copa CAF 1994 y dos ediciones del Campeonato de Clubes de la WAFU.

### Selección nacional
A nivel de selecciones menores jugó en la Copa Mundial de Fútbol Sub-20 de 1983. Jugó para Nigeria en 23 ocasiones de 1984 a 1989 y anotó siete goles; participó en dos ediciones de la Copa Africana de Naciones donde anotó un gol en la edición de 1988 en la victoria por 3-0 sobre Kenia.

## Logros
- Copa de Nigeria (1): 1988
- Campeonato de Clubes de la WAFU (2): 1993, 1994
- Copa CAF (1): 1994